# Amtsbezirk Hoptrup
Der Amtsbezirk Hoptrup war ein Amtsbezirk im Kreis Hadersleben in der Provinz Schleswig-Holstein.
Der Amtsbezirk wurde 1889 gebildet und umfasste die folgenden Gemeinden:  
1. Djernis
2. Hoptrup
3. Kirkeby
4. Kjestrup
5. Mastrup
6. Süderballig

Kirkeby wurde 1894 nach Hoptrup eingemeindet. 1920 wurde der Amtsbezirk aufgelöst und die Gemeinden aufgrund der Volksabstimmung in Schleswig an Dänemark abgetreten.